# Sciapus delectabilis
Sciapus delectabilis är en tvåvingeart som beskrevs av Octave Parent 1932. Sciapus delectabilis ingår i släktet Sciapus och familjen styltflugor. Inga underarter finns listade i Catalogue of Life.